# لیور برادرز
لیور برادرز (انگلیسی: Lever Brothers) شرکت صنایع غذایی بریتانیایی است، که در سال ۱۸۸۴ توسط ویلیام لیور تأسیس شد.